# Sam Malmfors
Samuel "Sam" Karl Malmfors, född 20 november 1888 i Norbergs socken, död 21 oktober 1973 i Falun, var en svensk elektrotekniker.
Sam Malmfors var son till järnhandlaren Johan Pettersson. Han avlade mogenhetsexamen i Stockholm 1908 och utexaminerades från Tekniska högskolans elektrotekniska avdelning 1912. Efter reservofficersexamen 1912 blev han löjtnant 1918 och tog avsked 1920. Malmfors anställdes 1913 som ingenjör vid AB Elevator i Stockholm och var samtidigt assistent i elektromaskinlära vid Tekniska högskolan 1914–1916. Efter ett år som chef för Graham Brothers i Petrograd 1917 var han distriktsingenjör vid Älvkarleby kraftverk 1918–1920 och ingenjör vid Torpshammars AB 1921, blev 1922 förste byråingenjör i Vattenfallsstyrelsen samt var föreståndare för dess Norrlandsavdelning 1924–1929. Under denna tid var hans uppgift att ordna kraftförsörjningen för Norrbottens kustland och handha förvaltningen av Porjus och Norrfors kraftverk. Malmfors utnämndes 1929 till kraftverksdirektör och chef för Norrländska kraftverken. Från 1932 var han direktör för Stora Kopparbergs bergslags AB:s kraftverksavdelning. 1940 var han även chef för bränsle- och kraftavdelningen vid Statens industrikommission. Malmfors var styrelseledamot i Vesterdalelfvens kraft AB från 1932, i Svenska elektricitetsverksföreningen från 1933 och i Svenska vattenkraftföreningen från 1938 samt var ordförande i Svenska handelsbankens avdelningskontor i Falun från 1946. Malmfors gav ut skrifter rörande elektrisk kraftdistribution, bland annat beträffande planmässig elektrifiering av landsbygden inom Norrbottens län (1924).